# 莫莱 (德塞夫勒省)
莫莱（法語：Maulais，法語發音：[molɛ]）是法国德塞夫勒省的一个旧市镇。1973年，莫莱并入市镇泰泽。

## 地理
莫莱（46°55'50.16"N, 0°9'54.40"W）面积，位于法国新阿基坦大区德塞夫勒省，该省份为法国西部内陆省份，北起曼恩-卢瓦尔省，西接旺代省，南至夏朗德省和滨海夏朗德省，东临维埃纳省。
莫莱的时区为UTC+01:00、UTC+02:00（夏令时）。

## 行政
莫莱的邮政编码为79100，INSEE市镇编码为79169。

## 人口
莫莱于1968年时的人口数量为217人。